# نگهبان (مجموعه تلویزیونی)
نگهبان یک مجموعهٔ تلویزیونی به کارگردانی حسین مروی است که در سال ۱۳۷۰ تولید و از شبکه ۲ پخش شد.

## خلاصه داستان
خانوادهٔ یک نگهبان طی وقایعی، او را در مقابل یک عمل انجام‌شده قرار می‌دهند. با بروز تغییراتی در رفتار این نگهبان، کم‌کم این تصور پیش می‌آید که او قصدِ تلافی و انتقام دارد. ماجرا با دخالت برادرزن نگهبان، شکل حادتری به خود می‌گیرد و اختلافات آنان تا جایی پیش می‌رود که خانواده، در آستانه از هم گسیختگی قرار می‌گیرد. اما...

## بازیگران و عوامل تولید

### بازیگران
- اکبر عبدی
- رضا خندان
- نادیا دلدار گلچین
- حمید عبدالملکی
- محمدعلی ورشوچی
- معصومه اسکندری
- رضا حامدی‌خواه
- ویدا شهشهانی
- محسن مجیب
- آزاده امیری
- میرکمال میرنصیری
- شمسی شمس‌الدینی

### عوامل تولید
- نویسنده و کارگردان: حسین مروی
- تصویربردار: بهزاد علی‌آبادیان
- تدوین: مجید ماهیچی
- مدیر برنامه: محمدتقی رضوی
- تهیه‌کنندگان: ماه‌منظر شفیعی، ثریا گلشهر
- محصول: گروه فیلم و سریال شبکه ۲
- سال تولید و پخش: ۱۳۷۰